# Pou de la Font del Ferro de Cabrera
El Pou de la Font del Ferro de Cabrera es troba al Parc de la Serralada Litoral, el qual és conegut per les qualitats sulfuro-ferruginoses-bicarbonatades de les seues aigües.

## Descripció
És fondo, dins d'una caseta que el protegeix, ben fet i conservat, i amb aigua. De la font no en queda gran cosa: la cavitat on hi havia el broc està pràcticament colgada de sauló i fullaraca, i només es veu un petit tram de paret amb la pedra de llinda. El conjunt està situat en l'antic camí de pujada al castell de Burriac, camí que va quedar totalment en desús d'ençà de l'obertura de la pista forestal actual.

## Accés
És ubicat a Cabrera de Mar: a la Font Picant de Cabrera, cal agafar la pista que en direcció NE puja cap a Burriac. De seguida hi ha un revolt a l'esquerra i una esplanada. En aquest punt i a la dreta de la pista surt una sendera que puja fent drecera per dins del bosc i torna a la pista més endavant. A pocs metres del començament d'aquest sender surt un camí planer cap a la dreta que duu al pou. Coordenades: x=448622 y=4598810 z=242.